# Brave Entertainment
Brave Entertainment (hangul: 브레이브 엔터테인먼트) är ett sydkoreanskt skivbolag och en talangagentur bildad år 2008 av Kang Dong-chul. 

## Artister

### Nuvarande

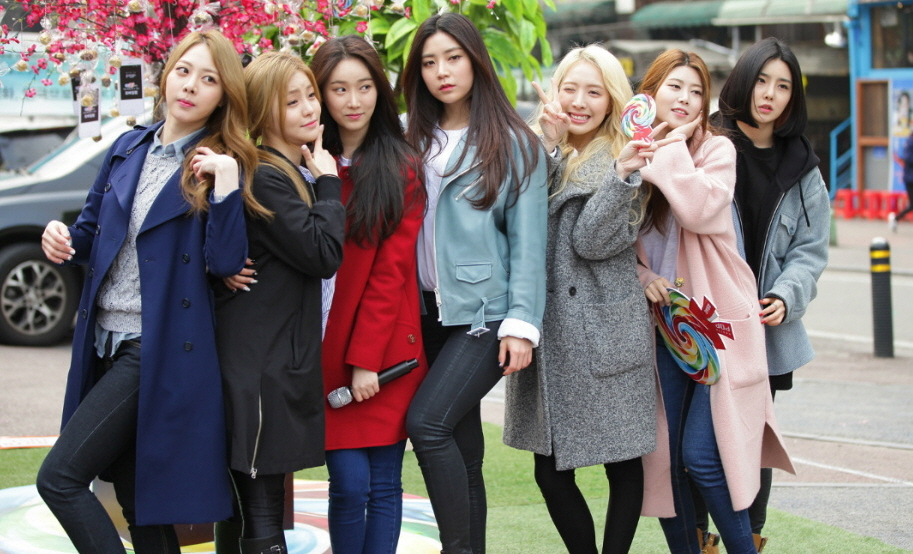
Brave Girls

| Namn        | År    | Beskrivning           |
| ----------- | ----- | --------------------- |
| Big Star    | 2012- | 5 medlemmar pojkband  |
| Brave Girls | 2011- | 6 medlemmar tjejgrupp |
| Electroboyz | 2010- | 3 medlemmar pojkband  |